# Eta Ceti
Eta Ceti (Deneb Algenubi, Dheneb, Deneb, Aoul al Naamat, Prima Struthionum, 31 Ceti) é uma estrela binária na direção da constelação de Cetus. Possui uma ascensão reta de 01h 08m 35.26s e uma declinação de −10° 10′ 54.9″. Sua magnitude aparente é igual a 3.46. Considerando sua distância de 118 anos-luz em relação à Terra, sua magnitude absoluta é igual a 0.67. Pertence à classe espectral K2III. É um sistema binário espetroscópico.